# Katsura Tarō
Katsura Taro (桂 太郎 Katsura Taro, Quế Thái Lang) (4 tháng 1 năm 1848 - 10 tháng 10 năm 1913) là một tướng lĩnh Lục quân Đế quốc Nhật Bản, chính khách và từng ba lần giữ chức thủ tướng Nhật Bản từ năm 1901 đến năm 1906, từ năm 1908 đến năm 1911 và từ năm 1912 đến năm 1913. Ông được phong tước vị công tước.
Katsura là một vị tướng xuất sắc của Chiến tranh Trung-Nhật và genrō của chính phủ Minh Trị từng giữ chức vụ Tổng đốc Đài Loan và Bộ trưởng Lục quân. Katsura được bổ nhiệm làm Thủ tướng vào năm 1901 với tư cách là một ứng cử viên quân sự và tự cho mình là một chính khách bảo thủ nằm ngoài đảng phái chính trị. Nhiệm kỳ thủ tướng thứ nhất và thứ hai của Katsura chứng kiến nhiều sự kiện lớn trong lịch sử Nhật Bản hiện đại, bao gồm Chiến tranh Nga-Nhật và thôn tính Triều Tiên. Nhiệm kỳ thủ tướng thứ ba của Katsura đã gây ra Khủng hoảng chính trị Đại Chính, ông từ chức ba tháng sau đó sau một bỏ phiếu bất tín nhiệm và qua đời sau đó 8 tháng.
Katsura là Thủ tướng Nhật Bản tại vị lâu thứ hai trong lịch sử Nhật Bản, chỉ sau Shinzo Abe, và phục vụ trong 2883 ngày (7 năm 330 ngày) trong ba nhiệm kỳ không liên tục của ông từ 1901 đến 1913.

## Đầu đời

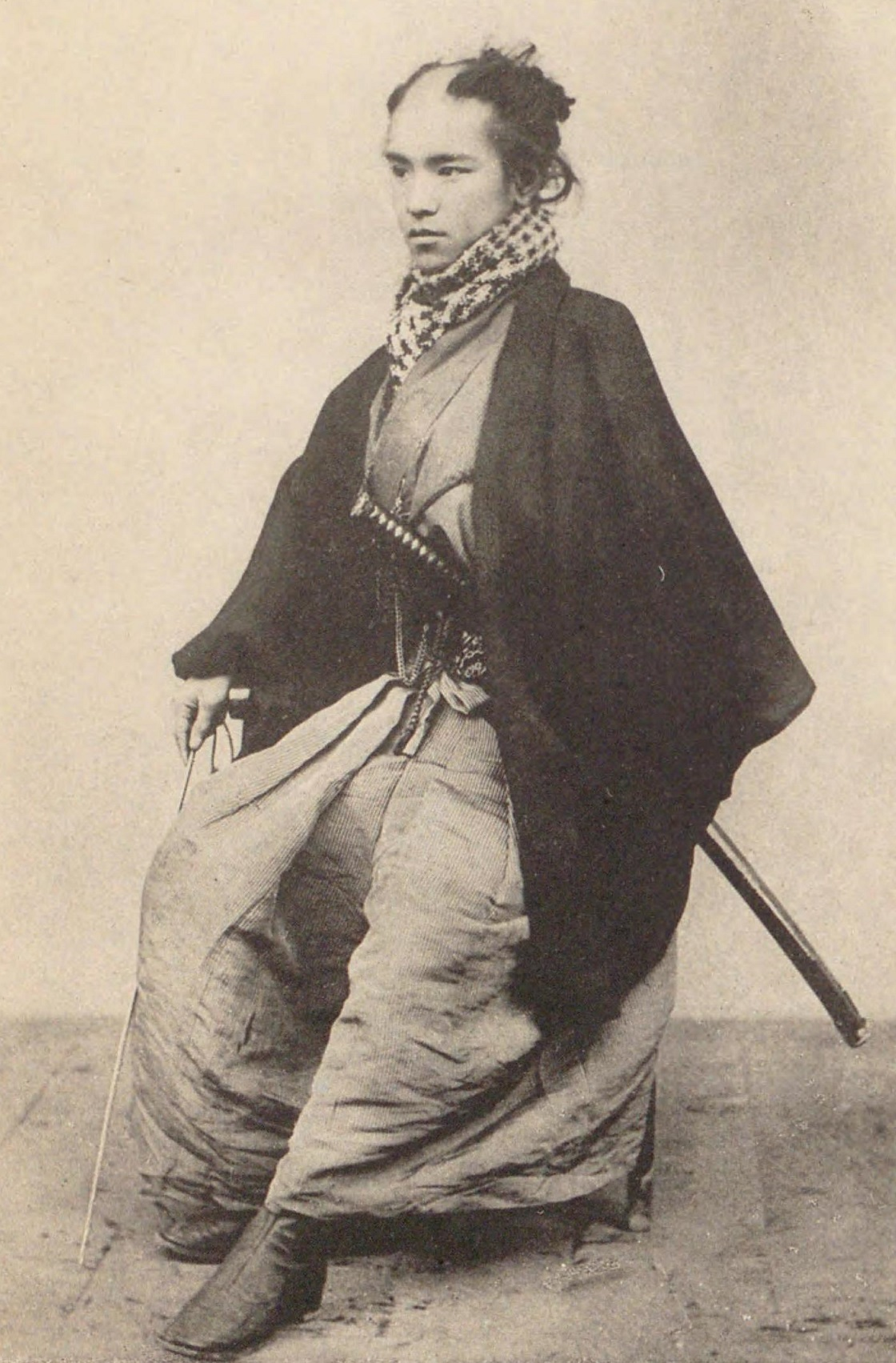
Katsura trong Chiến tranh Shonai-Boshin

Katsura sinh ra ở một gia đình samurai vào ngày 4 tháng 1 năm 1848 tại Hagi, thuộc phiên Chōshū (ngày nay là tỉnh Yamaguchi). Ông là con trai cả của Katsura Yoichiemon trong gia đình samurai thuộc phiên Chōshū. Khi còn trẻ, ông tham gia vào các hoạt động chống chế độ Mạc phủ Tokugawa và có tham gia một số cuộc chiến trong chiến tranh Mậu Thìn, cuộc chiến đã dẫn đến cuộc Minh Trị Duy tân năm 1868.
Khi còn nhỏ, ông chuyển đến Làng Kawashima, Quận Abu (nay là Kawashima, Thành phố Hagi), và vào năm đầu tiên của Mannobu (1860), ông đã tham gia khóa đào tạo và huấn luyện theo phong cách phương Tây của miền. được chuyển sang đội trống. Ban đầu, nó được sáp nhập vào Senboku-tai, nhưng vào năm đầu tiên của Genji (1864), miền này rơi vào tình thế khó khăn để tồn tại do Sự cố Kinmon. Trong Cuộc chinh phục Choshu lần thứ hai, ông tình nguyện chiến đấu ở khu vực Sekishu.
Trong Chiến tranh Mậu Thìn, ông đã di chuyển khắp các khu vực khác nhau và tham gia hỗ trợ hậu cần như kiểm tra tình hình địch, thực hiện các nhiệm vụ trinh sát và đóng vai trò là người liên lạc. Trong Chiến tranh Akita, lần đầu tiên ông nhận thấy bại trong Cuộc vây hãm mùa xuân chiến tranh Shonai-Boshin, được phép thành lập liên minh gia tộc Ou, và sau đó bị từ chối gia nhập miền Hirosaki. Mặc dù ông đã cân nhắc việc tự tử ở Noshiro do không thể thuyết phục được gia tộc Tohoku, ông đã thuyết phục được Miền Kubota đứng về phía chính phủ mới. Sau đó, vào ngày 11 tháng 7, họ giáng một đòn tàn khốc vào quân đội của gia tộc Sendai trong Trận Kanayama và thành công trong việc buộc gia tộc Shinjo đào ngũ, nhưng đến ngày 14 thì họ đã bị áp đảo về số lượng. Trận chiến Shinjo, Kubota bị đánh bại bởi quân đội gia tộc Shonai do Sakai Yoshinojo chỉ huy, và Kubota tiếp tục chiến đấu chống lại gia tộc Shonai và gia tộc Sendai cho đến khi có quân tiếp viện từ gia tộc mới Quân đội chính phủ đến, gia tộc buộc phải rút lui trong lãnh địa. Sau chiến tranh, ông nhận được 250 koku để ghi nhận thành tích quân sự của mình. Trong số khoảng 200 người của ông, 41 người thiệt mạng và 53 người bị thương. Mặc dù tỷ lệ thương vong là cực kỳ cao nhưng người ta nói rằng đội trưởng Katsura không hề bị một vết xước nào.

## Sự nghiệp quân đội

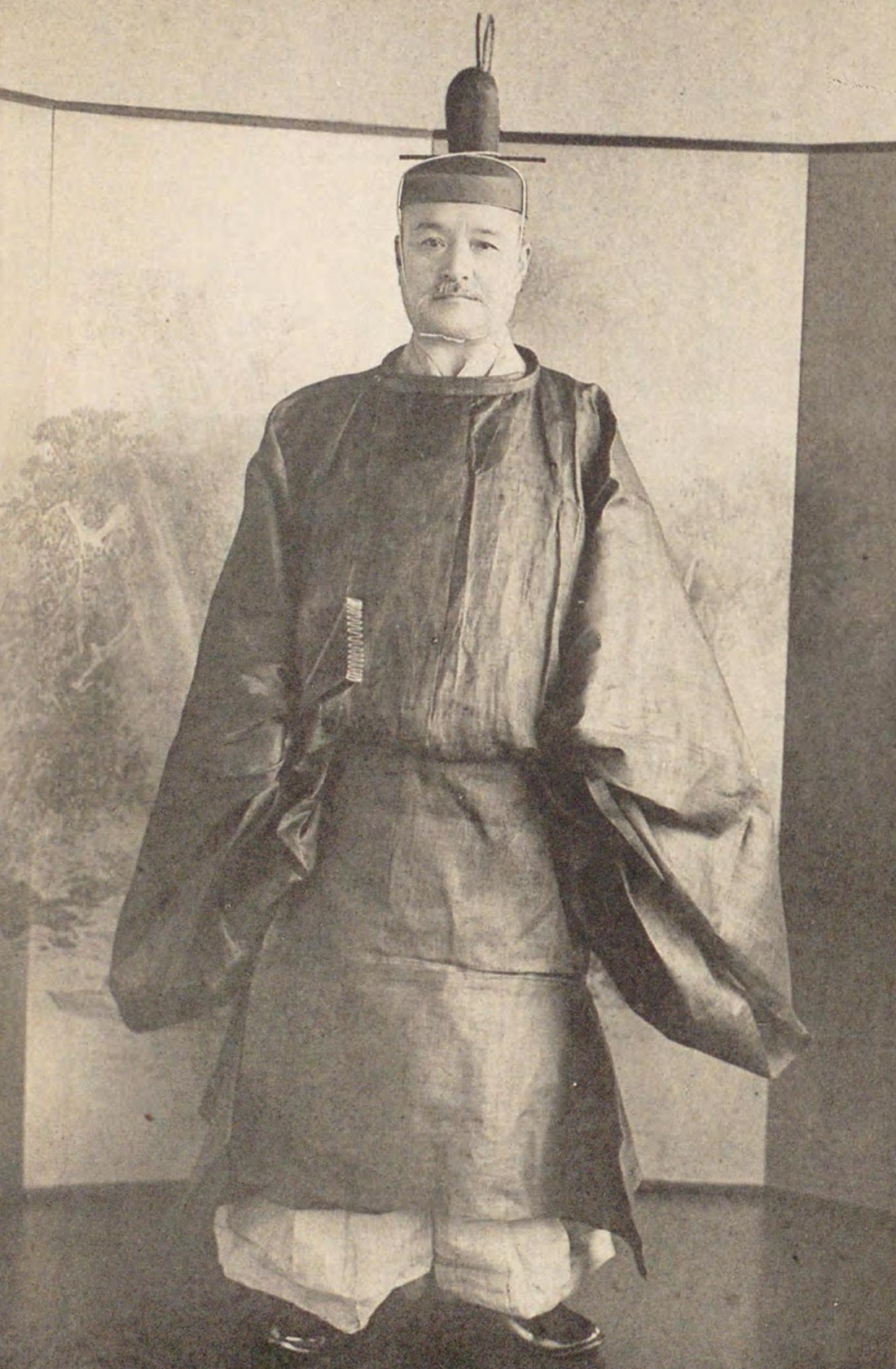
Katsura mặc Sokutai

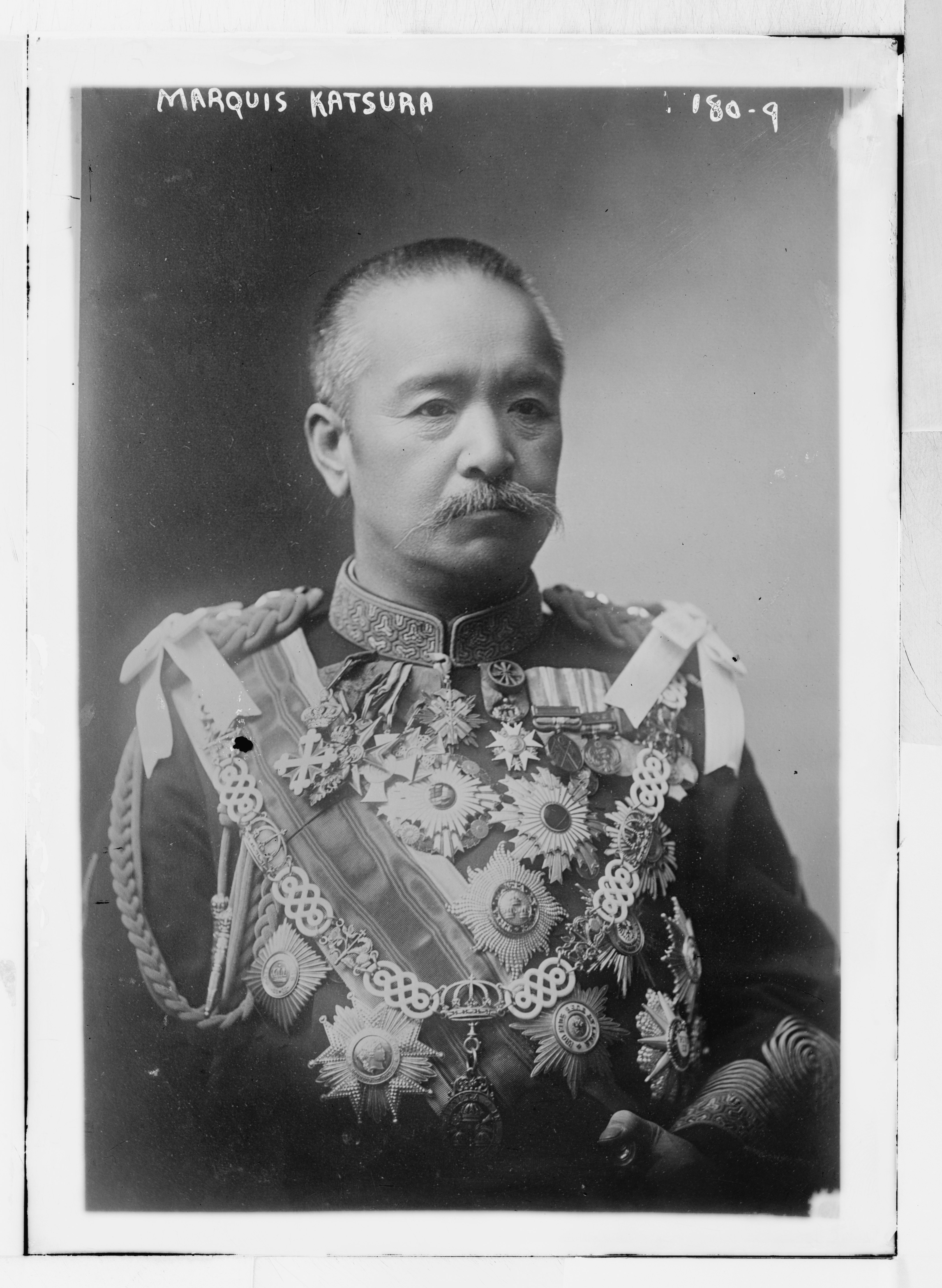
Hầu tước Katsura trong bộ quân phục

Chính phủ Minh Trị mới cho rằng Katsura thể hiện tài năng quân sự kiệt sức và vào năm 1870 đã cử ông đến Đức để nghiên cứu khoa học quân sự. Ông giữ chức vụ tùy viên quân sự tại đại sứ quán Nhật Bản ở Đức từ năm 1875 đến năm 1878 và một lần nữa từ năm 1884 đến năm 1885. Khi trở về Nhật Bản, ông được thăng hàm thiếu tướng. Ông phục vụ ở một số vị trí chủ chốt trong Quân đội Đế quốc Nhật Bản, và vào năm 1886 được bổ nhiệm Thứ trưởng Bộ Chiến tranh.
Trong Chiến tranh Thanh-Nhật (1894–1895) Katsura chỉ huy Sư đoàn 3 IJA dưới sự chỉ huy của ông, Nguyên soái Yamagata Aritomo. Trong chiến tranh, sư đoàn của ông đã thực hiện một cuộc hành quân đáng nhớ giữa mùa đông từ bờ biển phía đông bắc của Hoàng Hải đến Hải Thành, cuối cùng chiếm đóng Dinh Khẩu, và gây ảnh hưởng một điểm giao nhau với Quân đội số 2 của IJA đã tiến lên chiếm đóng Bán đảo Liêu Đông và giành thắng lợi. Sau cuộc chiến, Nhật Bản đã buộc triều đình Nhà Thanh nhượng đảo Đài Loan, Bành Hồ và bán đảo Liêu Đông cho Đế Quốc Nhật Bản cũng như việc Nhật Bản trở thành thế lực ảnh hưởng đến bán đảo Triều Tiên.
Sau chiến tranh, nhờ có công lao to lớn và đóng góp tích cực trong cuộc chiến nên ông được phong tước hiệu  shishaku  (tử tước) theo hệ thống quý tộc kazoku. Ông được bổ nhiệm làm Tổng đốc Đài Loan thứ 2 từ ngày 2 tháng 6 năm 1896 đến tháng 10 năm 1896.
Trong các nội các liên tiếp từ năm 1898 đến năm 1901, ông giữ chức vụ Bộ trưởng Lục quân.

## Thủ tướng

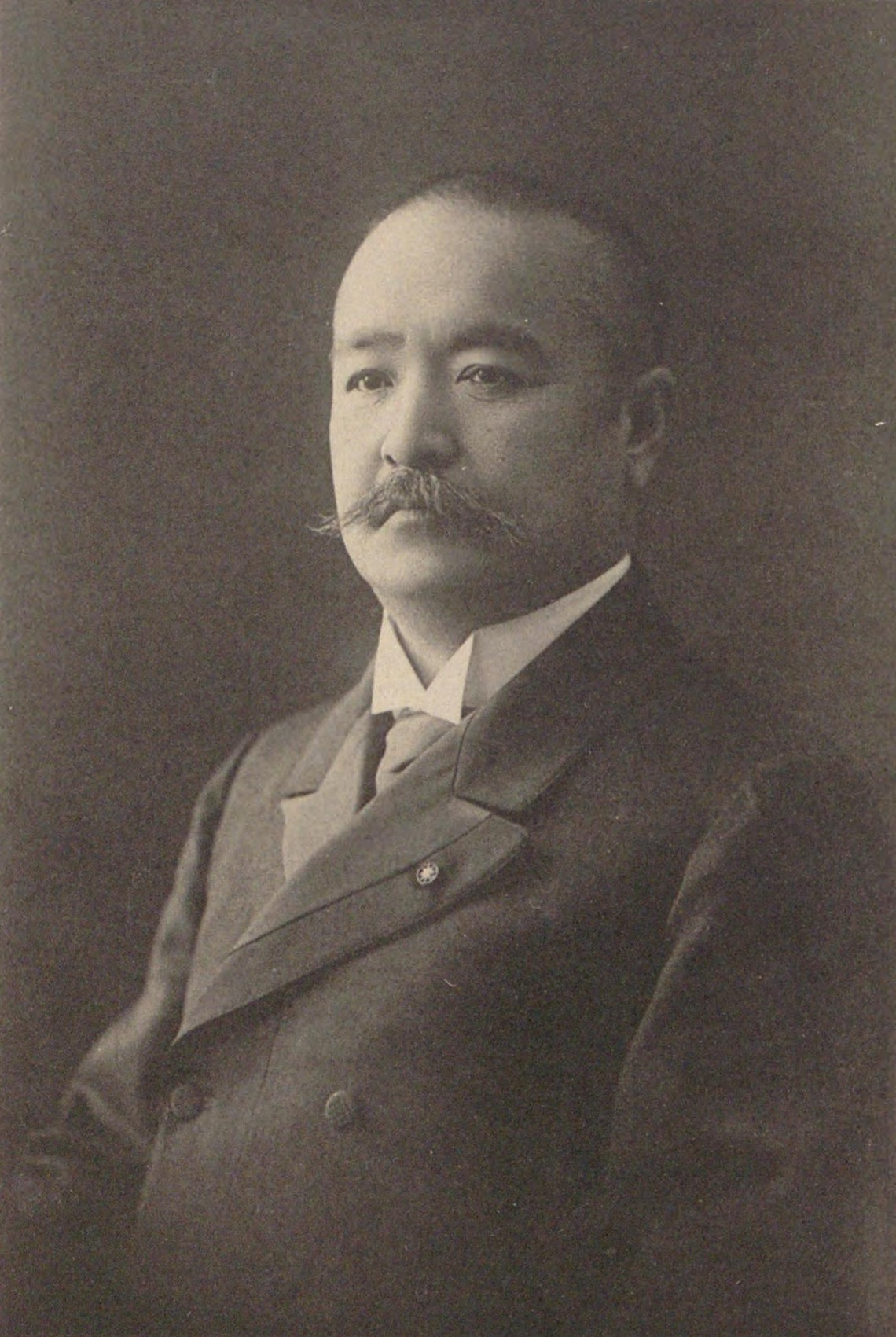
Công tước Katsura Tarō trong thời gian làm thủ tướng khoảng thập niên 1910

Katsura Tarō từng là thủ tướng Nhật Bản thứ 11, 13 và 15. Ông đã từng là thủ tướng tại vị lâu nhất của Nhật Bản cho đến khi Abe Shinzō vượt qua vào ngày 20 tháng 11 năm 2019.

### Nhiệm kỳ đầu tiên (1901-1906)
Katsura trở thành thủ tướng lần đầu tiên vào ngày 2 tháng 6 năm 1901, và ông giữ chức vụ này trong bốn năm rưỡi cho đến ngày 7 tháng 1 năm 1906, đây là một kỷ lục khi đó ở Nhật Bản về thời gian liên tục giữ chức Thủ tướng. Nhật Bản trong thời gian này nổi lên như một đế quốc quyền lực ở khu vực Đông Á. Về mặt đối ngoại, nó được đánh dấu bằng Liên minh Anh-Nhật năm 1902 và chiến thắng trước Đế quốc Nga trong Chiến tranh Nga-Nhật của 1904–1905. Trong nhiệm kỳ của ông, Thỏa thuận Taft–Katsura, chấp nhận quyền bá chủ của Nhật Bản đối với Triều Tiên, đã đạt được với Hoa Kỳ. Katsura đã nhận được Thập tự giá lớn của Huân chương St Michael và St George từ Vua Anh Edward VII và được Thiên hoàng Minh Trị phong làm Hầu tước.

### Sách
- Lone, Stewart (2000). Army, Empire, and Politics in Meiji Japan: The Three Careers of General Katsura Taro. Palgrave Macmillan. ISBN 0312232896.